# Alberto Masoero
Alberto Masoero (Acqui Terme, 26 ottobre 1942 – Novi Ligure, 2 gennaio 2024) è stato un giornalista, funzionario e conduttore televisivo italiano, popolare volto dei telegiornali RAI negli anni settanta e ottanta e, successivamente, responsabile della comunicazione Fiat S.p.A. in Italia e all'estero.

## Biografia
Dopo la laurea in Scienze Politiche all'Università di Genova (1965), Masoero fece parte dei 23 giovani che parteciparono al primo corso di formazione professionale per radiotelecronisti organizzato dalla Rai nel 1968: nella "nidiata", selezionata in tutta Italia su 1 200 aspiranti, vi furono, tra gli altri, Bruno Vespa, Paolo Frajese, Bruno Pizzul, Nuccio Fava, Vittorio Roidi, Giancarlo Santalmassi e Angela Buttiglione.
Dopo il corso Masoero fu destinato alla sede Rai di Milano, dove diventò il commentatore della giornata borsistica del TG1 delle 13:30. Oltre a occuparsi di cronaca degli "anni di piombo", fece parte della redazione radiofonica del GR2 Economia condotto da Gustavo Selva. Collaborò anche a Novantesimo Minuto di Paolo Valenti e Maurizio Barendson e alla Domenica Sportiva di Maurizio Barendson.
Nel 1976 venne chiamato a Roma come capo servizio della redazione economico-sindacale del TG1. Conduttore del TG1 delle 13:30, fu anche inviato ai convegni OPEC di Caracas, Abu Dhabi, Stoccolma, Vienna e Doha.
Nel 1978 lasciò la Rai per diventare capo ufficio stampa di Assolombarda, l'associazione imprenditoriale con sede a Milano. Rientrato in Rai a Roma, riprese la conduzione del TG1 delle 13:30 e collaborò alla rubrica settimanale di Tam Tam di Bruno Vespa.
Nel 1983 passò al TG2 come caporedattore e conduttore del TG Notte.
Da gennaio 1984 fu in Fiat a Torino come capo ufficio stampa Italia; nel 1989 venne nominato responsabile delle relazioni esterne di Fiat Iberica, la capogruppo della multinazionale torinese in Spagna e Portogallo.
In seguito Masoero lavorò a Bruxelles dove curò l'ufficio stampa della Delegazione Fiat per l'Europa. Nel 1995 rientrò a Torino con l'incarico di capo ufficio stampa estero della Holding Fiat. Pur essendo andato in pensione nel 2000, dal 2005 al 2018 guidò il giornale Panorama di Novi.
Masoero morì a Novi Ligure il 2 gennaio 2024 all'età di 81 anni.